# Никола IV Цариградски
Никола IV Цариградски (грч. Νικόλαος Μουζάλων; око 1070 – 1152) био је васељенски патријарх Цариграда од децембра 1147. до марта/априла 1151. године.
Никола је рођен око 1070. и вероватно је започео своју каријеру проповедајући јеванђеља. Цар Алексије I Комнин (владао 1081–1118) именовао га је за кипарског архиепископа, али је Никола абдицирао око 1110. око Следећих 37 година провео је у манастиру Светих Козме и Дамјана у Космидиону, предграђу Цариграда.
Изабран је на патријаршијски престо 1147. године, заменивши патријарха Козму II из Цариграда, који је био оптужен за богумилство. Његов избор је, међутим, изазвао значајне контроверзе: његова канонска валидност је доведена у питање јер је он добровољно поднео оставку на своју претходну катедру. На крају, Никола IV је био приморан да поднесе оставку на место патријарха и умро је 1152. године.
Написао је низ теолошких дела, међу којима је трактат у којем побија Филиокве упућен Алексију I, и живописну поетску одбрану његове прве абдикације.